# José Villar Pereira
José Villar Pereira, nacido en Nigrán, es un político gallego del PPdG, alcalde de Nigrán desde junio de 1995, hasta junio de 1999.

## Biografía
Profesor y empleado de banca jubilado . Encabezó las listas del P.I.E. (Partido Independiente Español) de Nigrán en 1995 siendo elegido Alcalde, en coalición con el PSOE.
En las elecciones municipales de 1999 encabezó las listas del Partido Popular de Nigrán.